# Margaret Morris
Margaret Morris (7 de noviembre de 1898-7 de junio de 1968) fue una actriz cinematográfica estadounidense que trabajó en la era del cine mudo y en los años treinta.
Morris, nacida en Minneapolis, Minnesota, era sobrina nieta del anterior Presidente de los Estados Unidos Benjamin Harrison. En su adolescencia se interesó por la actuación, por lo que se trasladó a Hollywood para hacer una carrera interpretativa. A los 22 años trabajó en su primera película, Her First Elopement, rodada en 1920. Su carrera siguió un curso rápido a partir de este momento, actuando en once películas durante 1924. De esa época destacan The Ghost City (1923), frente a Pete Morrison, y The Galloping Ace (1924), con Jack Hoxie.
También en 1924, fue una de las trece chicas seleccionadas como las "WAMPAS Baby Stars", una lista que incluía a la futura leyenda de Hollywood Clara Bow y a Elinor Fair. Trabajó en 28 filmes en 1929, año en el que estaba en la cima de su carrera. Sin embargo, al igual que muchas estrellas del cine mudo, no superó bien la transición al cine sonoro. En 1932 trabajó junto a Tom Tyler en Single-Handed Sanders, un western. Posteriormente, entre 1932 y 1937 actuó en varias películas de serie B, casi todas sin aparecer en los créditos. Su última película fue The Toast of New York, un papel sin créditos, en 1937. 
Ese mismo año se retiró del cine, aunque permaneció en Los Ángeles, California, donde falleció el 7 de junio de 1968. 